# Комаэда, Мицуру
Мицуру Комаэда (яп. 古前田 充; род. 14 апреля 1950, Иватэ) — японский футболист и тренер. Выступал за сборную Японии.

## Клубная карьера
В 1973 году после окончания Осакского университета коммерции Комаэда присоединился к «Сёнан Бельмаре» (ранее — «Фудзита Индастрис»). В составе клуба стал чемпионом Японии в 1977, 1979 и 1981 годах. Клуб также выиграл Кубок Императора в 1977 и 1979 годах. В 1982 году футболист завершил карьеру. Он сыграл 178 матчей и забил 18 голов в чемпионате. Пять раз Комаэда был включен в символическую сборную лиги.

## Карьера в сборной
10 августа 1976 года Комаэда дебютировал за сборную Японии в матче против Индонезии, где забил два гола. В следующем году он также был вызван в национальную команду на матч против Южной Кореи. Больше в сборную его не приглашали.

## Тренерская карьера
После выхода на пенсию Комаэда начал тренерскую карьеру в «Сёнан Бельмаре» (ранее — «Бельмаре Хирацука»). В 1990 году он сменил на посту главного тренера Ёсинобу Исии. В 1993 году он привел клуб к победе в лиге JFL — на тот момент втором дивизионе японского чемпионата, позволив тому выйти в высший дивизион страны J1. Комаэда управлял клубом до конца 1995 года. В августе 1999 года он снова стал тренером «Сёнан Бельмаре» в качестве преемника Эйдзи Уеда. Тем не менее, клуб финишировал на последнем месте и был отправлен в лигу J2. Комаэда покинул клуб в 2000 году. В 2001 году стал тренером «Каталле Тояма» (ранее — YKK AP SC), который выступал в региональной лиге. В 2003 году занял пост главного тренера.

## Статистика

### В сборной
| Сборная Японии | Сборная Японии | Сборная Японии |
| Год            | Игры           | Голы           |
| -------------- | -------------- | -------------- |
| 1976           | 1              | 2              |
| 1977           | 1              | 0              |
| Итого          | 2              | 2              |

## Тренерская статистика
| Команда           | С     | До    | Результаты | Результаты | Результаты | Результаты | Результаты |
| Команда           | С     | До    | И          | Поб        | Н          | Пор        | % Побед    |
| ----------------- | ----- | ----- | ---------- | ---------- | ---------- | ---------- | ---------- |
| Бельмаре Хирацука | 1994  | 1995  | 96         | 44         | 0          | 52         | 045,83     |
| Бельмаре Хирацука | 1999  | 1999  | 15         | 1          | 1          | 13         | 006,67     |
| Итого             | Итого | Итого | 111        | 45         | 1          | 65         | 040,54     |